# Camouflage Lizard
Le camouflage lizard  (lézard en français) est un motif de camouflage militaire développé et utilisé par l'armée française de 1947 jusqu'à la fin des années 1980 sur les tenues TAP47.
Il est basé sur la blouse Denison smock des parachutistes britanniques,. L'utilisation de ce motif est très répandue en Afrique, malgré son association avec la France, car les factions armées et les militaires ont tendance à se les procurer auprès de n'importe quelle source qui en dispose.

Le lizard est basé sur un fond vert pâle sur lequel sont entrelacées aléatoirement des taches étirées brun et vert olive. Les traces sont étirées et effilochées (comme des coups de pinceaux) à leurs extrémités. 
Ce camouflage en a inspiré d'autres, soit par imitation directe comme le lizard cubain, soit par innovation comme le Tigerstripe pendant la guerre du Viêt Nam. Cependant, le Tigerstripe se distingue du lizard parce que ses bandes colorées s'imbriquent les unes dans les autres sans aucune couleur de fond.

## Motifs

### Évolution
Les motifs lizard ont deux impressions qui se chevauchent, généralement le vert et le marron, imprimées avec des espaces de sorte qu'une troisième couleur teintée, comme un vert plus clair ou un kaki, constitue une grande partie du motif. En cela, il est imprimé comme les anciens motifs britanniques utilisés sur les blouses Denison des parachutistes de ce pays. Les motifs lizard ont des zones imprimées plus étroites que les motifs britanniques, et la forme originale avait une forte orientation horizontale, perturbant la forme verticale du corps du soldat.

### Motifs horizontaux
Des motifs de lizard horizontaux de différentes couleurs ont été réalisés par les Français. Une copie du motif français, réalisée en Asie, a été adoptée par certains pays africains tels que le Tchad, le Gabon, le Rwanda et le Soudan. Vers 1970, Cuba a conçu une variété grise, utilisée par Cuba et par le FAPLA en Angola. La Grèce a utilisé une série de motifs lizard horizontaux depuis les années 1960. Les Spetsnaz russes et les troupes du ministère de l'intérieur portent des motifs de lizard horizontaux. Les forces de défense israéliennes ont utilisé de véritables uniformes de lizard français (offerts par la France) jusqu'en 1968, parallèlement à des tenues de combat unies (sans motifs).
L'armée bulgare a utilisé les uniformes excédentaires des forces de défense israéliennes comme uniforme officiel dans le cadre de la mission des Nations unies au Cambodge (APRONUC ou en anglais: United Nations Transitional Authority in Cambodia (UNTAC)) pendant la période 1992-1993.
Le lizard français faisait partie des motifs utilisés au Congo en 1978. Après la guerre d'Algérie, la tenue "Tenue Léopard" des Troupes Aéroportées a été officiellement retirée du service français en janvier 1963, car elle était considérée comme un rappel de la mutinerie des parachutistes. Il a d'abord été remplacé par le "treillis/tenue de compagne" vert olive M1947 et plus tard par le "treillis Satin M1964" vert plus récent en 1971 qui est devenu la "tenue F-1", le camouflage forestier CCE a été introduit en 1991.
Cependant, la variante "tenue camouflée toutes armes" a été portée par l'ensemble de la Légion étrangère tout au long des années 1960 et par les parachutistes de la Légion étrangère jusqu'au début des années 1980, jusqu'à ce qu'elle soit finalement remplacée par la "tenue F1".

### Motifs verticaux
Les motifs de lizard verticaux de différentes couleurs ont apparemment été développés au Portugal à partir des motifs horizontaux français d'origine. Le motif lizard est utilisé au Portugal depuis 1956 par les parachutistes de l'armée de l'air et a été étendu aux unités de fusiliers spéciaux de l'armée de terre en 1960. L'armée portugaise étant engagée dans les guerres d'outre-mer, principalement dans les jungles africaines, l'uniforme camouflé a été distribué à l'ensemble de l'armée de terre et à certaines unités de la marine et de l'armée de l'air. En 1963, un motif de lizard vertical a été développé, remplaçant le motif horizontal français. Paradoxalement, le motif lizard vertical portugais est devenu populaire parmi certains guérilleros qui se sont opposés au Portugal pendant les guerres d'outre-mer et a été adopté plus tard par les forces armées de certaines des anciennes colonies portugaises d'Afrique après leur indépendance.
Le motif du lizard vertical portugais a été adopté par le Brésil, qui a développé une gamme de couleurs pour chacun de ses services armés. L'Égypte, la Grèce, l'Inde, les Palestiniens libanais et la Syrie ont tous utilisé des variantes du motif du lézard vertical. Les guérilleros de la SWAPO en Namibie portaient une grande variété de camouflages, y compris le lizard portugais.

### Autres descendants
Le Tigerstripe de la guerre du Vietnam est un descendant du lizard. Il s'agissait à l'origine d'un motif expérimental français pendant la guerre d'Indochine. Il était basé sur le motif du lizard TAP47 et a été adopté par les marines sud-vietnamiens. Le tigerstripe diffère du lizard par le fait que les zones imprimées sont imbriquées plutôt que superposées ; il utilise également de plus petites zones de couleur de fond teintée.

## Pays utilisant ou ayant utilisé
| - Afghanistan (Alliance du Nord) - Afrique du Sud (32e Batallion - Buffalo Battalion) - Algérie - Angola - Arménie - Bénin - Brésil - Cameroun - Cap-Vert - Tchad - Chine - Comores - Croatie - Cuba - Chypre | - Djibouti - Égypte - France - Gabon - Grèce - Inde - Irak - Israël - Côte d'Ivoire - Kenya - Liban - Libye - Malaisie - Mauritanie - Monténégro - Maroc | - Mozambique - Namibie - Portugal - Russie - Sénégal - Serbie-et-Monténégro - Serbie - Singapour - République du Viêt Nam - Soudan - Syrie - Timor oriental - Togo - Ouganda - Viêt Nam (en 1979) - Yougoslavie |

## Galerie

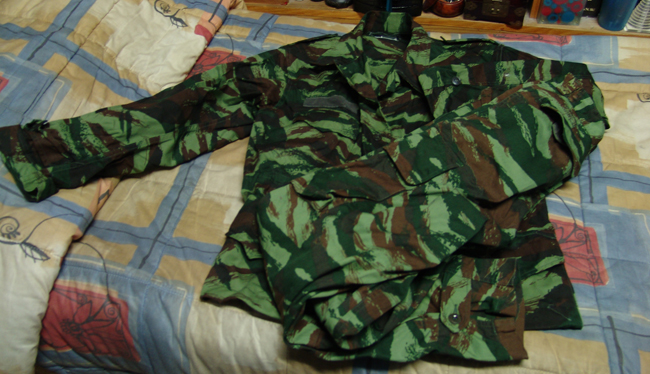
BDU et pantalons avec camouflage lizard
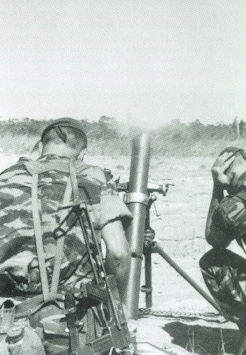
Des soldats de la Légion étrangère revêtant une tenue en lizard lors de la Bataille de Kolwezi.
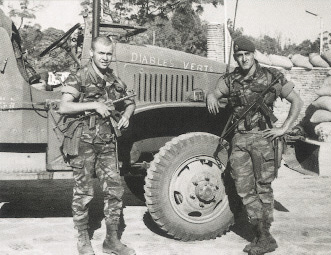
Deux parachutistes de la Légion étrangère à Kolwezi en 1978

## Source
- (en) Cet article est partiellement ou en totalité issu de l’article de Wikipédia en anglais intitulé « Lizard (camouflage) » (voir la liste des auteurs).